# Gastroenterologija
Gastroenterologija je znanost koja se bavi bolestima probavnoga trakta.
Disciplina je interne medicine. Naziv joj potiče od grčkih riječi gastros (želudac), enteron (crijeva) i logos (znanost). Bavi se proučavanjem bolesti probavnoga sustava i to kako bolesti jednjaka, želuca, tankoga crijeva, debeloga crijeva, tako i bolesti bilijarnog sustava, gušteračea i potrbušnice.
Prvi zapisi koji govore o poznavanju gastroenteroloških bolesti datiraju još iz doba drevnog Egipta.
Najvažniji simptomi su: disfagija, odinofagija, melena, haematochesis, bol u abdomenu, nagon na povraćanje te septični sindromi izazvani različitim bakterijskim infekcijama.

## Vanjske poveznice
- GastroHep.com - Gastrohep  Arhivirana inačica izvorne stranice od 14. prosinca 2005. (Wayback Machine)
- The Digital Atlas of Video Education - Gastroenterology